# Автомагістраль А199 (Франція)
Автомагістраль 199 — колишня, невелика французька автомагістраль, що з'єднує Нуазі-ле-Гран з Торсі. У Нуазьєлі є доступ до автомагістралі A4 і N104. Хоча раніше вона називалась "H3", її було знижено до "RD 199".